# Újezd u Uničova
Újezd (deutsch Augezd) ist eine Gemeinde in Tschechien. Sie liegt vier Kilometer östlich von Uničov und gehört zum Okres Olomouc.

## Geographie
Újezd erstreckt sich entlang des Flüsschens Teplička (Augezdbach) im Norden der Obermährischen Senke (Hornomoravský úval). Nordöstlich erhebt sich die Hůrka (260 m). Am nördlichen Ortsausgang verläuft die Šternberk – Lichkov; dort befindet sich auch der Bahnhof Újezd u Uničova.
Nachbarorte sind Dolní Dlouhá Loučka und Haukovice im Norden, Paseka im Nordosten, Rybníček und Březina im Osten, Mladějovice, Lužice und Hnojice im Südosten, Žerotín, Strukov und Pňovice im Süden, Papůvka, Dětřichov und Želechovice im Südwesten, Uničov und Brníčko im Westen sowie Dolní Sukolom im Nordwesten.

## Geschichte
Das Dorf entstand in der Mitte des 13. Jahrhunderts im Zuge des späten slawischen Landesausbaus. Der Name Újezd leitet sich von der Abgrenzung durch einen Umritt her. Es ist anzunehmen, dass die Gründung des Ortes von der Burg Sternberg ausging. Die erste schriftliche Erwähnung von Ugezd erfolgte 1280. Im Jahre 1296 übernahmen die Herren von Sternberg das Patronat über die Pfarrkirche Johannes des Täufers in Ugezd. Seit dem 14. Jahrhundert bis zum Ausbruch der Hussitenkriege überschrieben sowohl die Herren von Sternberg als auch die Herren von Krawarn des Öfteren kleinere Höfe von Ugezd als Witwengüter oder überreichten sie für treue Dienste, so dass mehrere Lehn- und Freihöfe entstanden. Stephan Holický von Sternberg gründete 1339 in der Sternberger Vorstadt ein Armenspital, dem er den Hof, die Mühle und die Einkünfte von Ugezd stiftete. Sein Sohn Albrecht schloss das Spital mit seinen Rechten an Ugesd 1376 dem von ihm 1371 gegründeten Augustiner-Chorherrenstift Sternberg an. Peter Holický von Sternberg bot das Dorf, jedoch ohne das Kirchpatronat, 1380 dem Augustinerkloster Landskron zum Kauf an. Nach seinem Tode fiel die Herrschaft Sternberg 1397 Peter (II.) von Krawarn und Straßnitz zu. Nachdem die Stadt Sternberg 1409 mit dem Olmützer Recht ausgestattet worden war, wurde Ugezd na štermberském panství unter deren Gerichtsbarkeit gestellt. Später wurde dem Dorf auch der Sternberger Bier-, Fleisch- und Tuchbann auferlegt. 1477 erwarben die Berka von Dubá die Herrschaft. 1516 wurde die Kirche neu konsekriert. Nachdem Václav Berka von Dubá, obwohl selbst Katholik, zu Beginn der 1550er Jahre den Protestanten Jan als Pfarrer in Augezd eingeführt hatte, verweigerten ihm 1554 die Bewohner von Rybníček den Pfarrzehnt und beschwerten sich beim Olmützer Bischof Markus Kuen, der 1557 daraufhin Václav Berka von Dubá zur Einsetzung eines ordentlich geweihten Geistlichen aufforderte. 1570 gelangte die Herrschaft durch Heirat an Herzog Karl II. von Münsterberg. Im Jahre 1580 erteilte Bischof Stanislaus Pavlovský von Pavlovitz Karl II. erneut und ebenso erfolglos eine Rüge wegen der Besetzung der Pfarrstelle im katholischen Augezd mit einem Protestanten. Im Jahre 1585 ließ Herzog Karl II. eine neue Kirche erbauen. An der Wand der Fassade ließ er eine steinerne Wappentafel mit den Wappen der Herzöge von Münsterberg-Oels, das links vom Wappen der Berka von Dubá und Lipá und rechts von dem der Brieger Piastenherzöge, dem seine frisch vermählte zweite Ehefrau Elisabeth Magdalena entstammte, anbringen, die sich den Überlieferungen nach zuvor am Tor des Piastenschlosses Oels befunden haben soll. Am 11. Oktober 1591 gewährte er dem Ort verschiedene Privilegien, darunter den Gebrauch eines Siegels, welches die Inschrift Peczeth diediny Augezda k Sternberku naleziegiczi trug. Ab 1516 wurde der Ort als Augezd, 1562 als Velký Augezd, 1624 als Ogezd, 1645 als Oies, 1692 als Ojezd und 1771 als Augezda bezeichnet. Die Matriken wurden seit 1607 in Uničov und ab 1653 vor Ort geführt.
Nach der Schlacht am Weißen Berg wurden die Freihöfe, die sich im Besitz protestantischer herrschaftlicher Beamter befanden, konfisziert, parzelliert und zwischen der Pfarre und der Schule aufgeteilt. Újezd, das sich zusammen mit Brníčko, Pňovice, Žerotín und Želechovice das Recht des freien Bier- und Weinschankes errungen hatte, wurde 1624 durch Karl Friedrich und Heinrich Wenzel von Oels erneut dem Sternberger Bannrecht unterstellt. Im selben Jahre übernahmen die Sternberger Augustiner die Verwaltung der bis dahin von Protestanten besetzten Pfarre. Während des Dreißigjährigen Krieges zog 1626 das Mansfeldische Heer den Ort und hielt in Sternberg ein Blutgericht, 1642 besetzten die Schweden Uničov. Nach dem Tod des Herzogs Karl Friedrich I. von Münsterberg-Oels, mit dem die schlesische Linie der Podiebrader erlosch, folgte ihm 1647 sein Schwiegersohn Silvius I. Nimrod von Württemberg-Oels. Im Jahre 1667 bestand das Dorf aus 82 Anwesen und war überwiegend von Tschechen bewohnt; lediglich 19 der Besitzer trugen deutsche Namen. 1678 waren in Augezd 83 Anwesen bewirtschaftet, neun davon waren Neusiedler auf ehemals wüsten Grundstücken. 1693 verkaufte Silvius II. Friedrich die Herrschaft Sternberg an Johann Adam Andreas von Liechtenstein. Während des 18. Jahrhunderts wurde Augezd germanisiert. 1793 lebten in den 120 Häusern der Gemeinde 983 Personen. Im Jahre 1839 war Augezd auf 167 Häuser angewachsen und hatte 1218 Einwohner. Bis zur Mitte des 19. Jahrhunderts blieb Augest/Ugezd immer zur Fürstlich Liechtensteinischen Herrschaft Sternberg untertänig.
Nach der Aufhebung der Patrimonialherrschaften bildete Augezd/Újezd ab 1850 eine Gemeinde in der Bezirkshauptmannschaft Littau und dem Gerichtsbezirk Mährisch Neustadt. 1855 wurde die Gemeinde dem Bezirk Mährisch Neustadt, 1868 erneut dem Bezirk Littau und 1909 dem Bezirk Sternberg zugeordnet. Zwischen 1871 und 1873 erfolgte der Bau der Eisenbahn von Sternberg nach Mährisch Neustadt. Der Wald Březina wurde zwischen 1873 und 1876 abgeholzt. Die Freiwillige Feuerwehr gründete sich 1886. Die Straße von Sternberg nach Mährisch Neustadt entstand in den Jahren 1887 bis 1889. In der örtlichen Schule wurde ausschließlich in deutscher Sprache unterrichtet, ab 1890 in vier Klassen. Beim Zensus von 1900 bestand Augezd aus 206 Häusern, in denen 1373 sämtlich deutschsprachige und katholische Einwohner gezählt wurden. 1913 wurde das Dorf an die Stromversorgung der Müglitzer Zentrale angeschlossen. Nach der Gründung der Tschechoslowakei erfolgte 1919 die Eröffnung einer tschechischen Minderheitenschule, in die sogleich 19 Kinder eingeschult wurden. 1930 hatte Augezd 1258 Einwohner.
Nach dem Münchner Abkommen wurde die Gemeinde am 10. Oktober 1938 an das Deutsche Reich angegliedert und gehörte bis 1945 zum Landkreis Sternberg. 1939 lebten in der Gemeinde 1231 Personen. Nach Kriegsende kam Újezd wieder zur Tschechoslowakei zurück. Die deutsche Bevölkerung wurde bis 1946
vertrieben.
Ab 1950 wurde auch Újezd u Uničova als amtlicher Name verwendet. Im Zuge der Gebietsreform von 1960 wurde der Ort nach der Auflösung des Okres Šternberk dem Okres Olomouc zugeordnet und zugleich Haukovice und Rybníček eingemeindet. Das Kataster des Hauptortes Újezd umfasst 1238 ha.

## Gemeindegliederung
Die Gemeinde Újezd besteht aus den Ortsteilen Haukovice (Haukowitz), Rybníček (Ribnik) und Újezd (Augezd).
Das Gemeindegebiet bildet den Katastralbezirk Újezd u Uničova.

## Sehenswürdigkeiten
- Barocke Pfarrkirche Johannes des Täufers, errichtet 1732–1733, das Presbyterium entstand 1722
- Steinernes Kreuz aus dem Jahre 1792 vor der Kirche
- Steinernes Kreuz an der Straße nach Žerotín, geschaffen 1868
- Mariensäule an der Straße nach Haukovice, errichtet 1893
- Statue des hl. Johannes von Nepomuk
- Denkmal für die Gefallenen des Ersten Weltkrieges
- Kapelle der Heiligen Familie auf dem Dorfanger von Haukovice, errichtet 1923
- Kapelle des hl. Florian in Rybníček, erbaut 1834
- Denkmal für die Gefallenen des Zweiten Weltkrieges in Rybníček, geschaffen 1955
- Säule der Immuculata am Teich in Rybníček, errichtet 1856

## Söhne und Töchter der Gemeinde
- Růžena Mazalová (* 1927; † 2019 in Prag), Tänzerin, Ballettmeisterin und Choreographin